# Любен Константинов
Любен Стефанов Константинов е български архитект.

## Биография
Роден е на 30 май 1907 г. в Свищов. През 1933 г. завършва архитектура в Дрезден. От 1934 до 1939 г. работи в Турция и Иран. В периода 1939 – 1940 г. работи в Министерството на обществените сгради, пътищата и благоустройството. От 1940 г. започва да проектира и ръководи разширението на Софийския университет „Св. Климент Охридски“ – изграждането на северното и южното крило. Успешно свързва съществуващата централна част с новите крила. През 1971 г. участва в проектирането на новите крила на Университетската библиотека в София. По негов проект е възстановена частично разрушената по време на бомбардировките през 1944 г. фасада на Българска академия на науките към площад „Народно събрание“. В периода 1948 – 1969 г. работи като проектант в „Главпроект“. Умира на 25 юни 1990 г.